# یاغی‌ها (فیلم ۱۹۸۹)
یاغی‌ها یا خائنین (به انگلیسی: Renegades) فیلمی محصول سال ۱۹۸۹ و به کارگردانی جک شولدر است. در این فیلم بازیگرانی همچون کیفر ساترلند، لو دایموند فیلیپس، رابرت نپر، بیل اسمیترویچ، جیمی گرتز، کلارک جانسون، پیتر مک‌نیل، تام باتلر، فلوید وسترمن، گری فارمر و رابرت لاساردو ایفای نقش کرده‌اند.